# Bobsleje na Zimowych Igrzyskach Olimpijskich 2014 – dwójki mężczyzn
Dwójki mężczyzn – jedna z konkurencji rozgrywanych w ramach rywalizacji bobslejowej na Zimowych Igrzyskach Olimpijskich 2014. Zawodnicy rywalizowali 16 i 17 lutego w centrum sportu saneczkowego „Sanki” w Krasnaja Polana.
Mistrzami olimpijskimi zostali Rosjanie: Aleksandr Zubkow i Aleksiej Wojewoda. Drugie miejsce zajęli Szwajcarzy: Beat Hefti oraz Alex Baumann. Na trzeciej pozycji uplasowała się dwójka Amerykańska: Steven Holcomb i Steve Langton. W listopadzie 2017 roku oba zespoły rosyjskie zostały zdyskwalifikowane za doping, który wykryto u Aleksandra Zubkowa, Aleksieja Wojewody i Aleksandra Kasjanowa.

## Terminarz
| Data      | Konkurencja   | Godzina rozpoczęcia | Godzina rozpoczęcia |
| Data      | Konkurencja   | Czas CET            | Czas lokalny        |
| --------- | ------------- | ------------------- | ------------------- |
| 16 lutego | 1. i 2. zjazd | 17:15               | 20:15               |
| 17 lutego | 3. i 4. zjazd | 15:30               | 18:30               |

## Tło
| Data                                                                       | Miejscowość                                                                | Zwycięzcy                                                                  | Drudzy                                                                     | Trzeci                                                                     | Źródło                                                                     |
| Klasyfikacja pilotów dwójek mężczyzn Pucharu Świata w bobslejach 2013/2014 | Klasyfikacja pilotów dwójek mężczyzn Pucharu Świata w bobslejach 2013/2014 | Klasyfikacja pilotów dwójek mężczyzn Pucharu Świata w bobslejach 2013/2014 | Klasyfikacja pilotów dwójek mężczyzn Pucharu Świata w bobslejach 2013/2014 | Klasyfikacja pilotów dwójek mężczyzn Pucharu Świata w bobslejach 2013/2014 | Klasyfikacja pilotów dwójek mężczyzn Pucharu Świata w bobslejach 2013/2014 |
| -------------------------------------------------------------------------- | -------------------------------------------------------------------------- | -------------------------------------------------------------------------- | -------------------------------------------------------------------------- | -------------------------------------------------------------------------- | -------------------------------------------------------------------------- |
|                                                                            |                                                                            | Steven Holcomb                                                             | Beat Hefti                                                                 | Francesco Friedrich                                                        | [ 5 ]                                                                      |
| Wyniki dwójek mężczyzn na Zimowych Igrzyskach Olimpijskich 2010            |                                                                            |                                                                            |                                                                            |                                                                            |                                                                            |
| 21 lutego                                                                  | Vancouver                                                                  | Niemcy André Lange · Kevin Kuske                                           | Niemcy Thomas Florschütz · Richard Adjei                                   | Rosja Aleksandr Zubkow · Aleksiej Wojewoda                                 | [ 6 ]                                                                      |
| Wyniki dwójek mężczyzn na Mistrzostwach Świata FIBT 2012                   |                                                                            |                                                                            |                                                                            |                                                                            |                                                                            |
| 18 lutego                                                                  | Lake Placid                                                                | Stany Zjednoczone Steven Holcomb · Steve Langton                           | Kanada Lyndon Rush · Jesse Lumsden                                         | Niemcy Maximilian Arndt · Kevin Kuske                                      | [ 7 ]                                                                      |
| Wyniki dwójek mężczyzn na Mistrzostwach Świata FIBT 2013                   |                                                                            |                                                                            |                                                                            |                                                                            |                                                                            |
| 27 stycznia                                                                | Sankt Moritz                                                               | Niemcy Francesco Friedrich · Jannis Bäcker                                 | Szwajcaria Beat Hefti · Thomas Lamparter                                   | Niemcy Thomas Florschütz · Andreas Bredau                                  | [ 8 ]                                                                      |

## Wyniki
| Pozycja | Nr | Reprezentacja     | Zawodnicy                           | Ślizgi | Ślizgi | Ślizgi     | Ślizgi | Czas    | Strata |
| Pozycja | Nr | Reprezentacja     | Zawodnicy                           | 1.     | 2.     | 3.         | 4.     | Czas    | Strata |
| ------- | -- | ----------------- | ----------------------------------- | ------ | ------ | ---------- | ------ | ------- | ------ |
| 1.      | 2  | Szwajcaria        | Beat Hefti Alex Baumann             | 56,46  | 56,68  | 56,26      | 56,65  | 3:46,05 | -      |
| 2.      | 1  | Stany Zjednoczone | Steven Holcomb Steve Langton        | 56,34  | 56,84  | 56,41      | 56,68  | 3:46,27 | +0,22  |
| 3.      | 12 | Łotwa             | Oskars Melbārdis Daumants Dreiškens | 56,62  | 56,68  | 56,43      | 56,75  | 3:46,48 | +0,43  |
| 4.      | 10 | Kanada            | Justin Kripps Bryan Barnett         | 56,56  | 56,70  | 56,42      | 56,94  | 3:46,62 | +0,57  |
| 5.      | 9  | Kanada            | Chris Spring Jesse Lumsden          | 56,66  | 56,77  | 56,62      | 56,74  | 3:46,79 | +0,74  |
| 6.      | 4  | Niemcy            | Francesco Friedrich Jannis Bäcker   | 56,50  | 56,88  | 56,63      | 56,84  | 3:46,85 | +0,80  |
| 7.      | 7  | Kanada            | Lyndon Rush Lascelles Oneil Brown   | 56,61  | 56,87  | 56,64      | 56,76  | 3:46,88 | +0,83  |
| 8.      | 14 | Szwajcaria        | Rico Peter Juerg Egger              | 56,96  | 56,68  | 56,60      | 56,72  | 3:46,96 | +0,91  |
| 9.      | 8  | Niemcy            | Thomas Florschütz Kevin Kuske       | 56,89  | 56,87  | 56,77      | 56,71  | 3:47,00 | +0,95  |
| 10.     | 5  | Stany Zjednoczone | Cory Butner Chris Fogt              | 56,45  | 57,11  | 56,77      | 56,86  | 3:47,19 | +1,14  |
| 11.     | 6  | Stany Zjednoczone | Nick Cunningham Dallas Robinson     | 56,73  | 57,07  | 56,98      | 56,91  | 3:47,69 | +1,64  |
| 12.     | 16 | Włochy            | Simone Bertazzo Simone Fontana      | 57,06  | 57,02  | 56,90      | 56,84  | 3:47,82 | +1,77  |
| 13.     | 11 | Niemcy            | Maximilian Arndt Alexander Rödiger  | 56,98  | 56,92  | 57,22      | 57,08  | 3:48,20 | +2,15  |
| 14.     | 15 | Łotwa             | Oskars Ķibermanis Vairis Leiboms    | 57,11  | 57,22  | 57,00      | 57,19  | 3:48,52 | +2,47  |
| 15.     | 22 | Rumunia           | Nicolae Istrate Florin Crăciun      | 57,39  | 57,19  | 57,24      | 57,16  | 3:48,98 | +2,93  |
| 16.     | 17 | Korea Południowa  | Won Yun-jong Seo Young-woo          | 57,41  | 57,20  | 57,58      | 57,08  | 3:49,27 | +3,22  |
| 17.     | 23 | Holandia          | Edwin van Calker Bror van der Zijde | 57,54  | 57,46  | 57,38      | 56,95  | 3:49,33 | +3,28  |
| 18.     | 18 | Francja           | Loïc Costerg Romain Heinrich        | 57,44  | 57,04  | 57,65      | 57,23  | 3:49,36 | +3,31  |
| 19.     | 21 | Monako            | Patrice Servelle Sébastien Gattuso  | 57,50  | 57,30  | 57,80      | NQ     | 2:52,60 |        |
| 20.     | 19 | Austria           | Benjamin Maier Markus Sammer        | 57,57  | 57,74  | 57,41      | NQ     | 2:52,72 |        |
| 21.     | 25 | Wielka Brytania   | Lamin Deen John Baines              | 57,54  | 57,81  | 57,38      | NQ     | 2:52,73 |        |
| 22.     | 30 | Czechy            | Jan Vrba Michal Vacek               | 57,72  | 57,75  | 57,71      | NQ     | 2:53,18 |        |
| 23.     | 20 | Korea Południowa  | Kim Dong-hyun Jun Jung-lin          | 57,78  | 57,76  | 57,73      | NQ     | 2:53,27 |        |
| 24.     | 27 | Australia         | Heath Spence Duncan Harvey          | 57,96  | 57,99  | 57,78      | NQ     | 2:53,73 |        |
| 24.     | 26 | Polska            | Dawid Kupczyk Paweł Mróz            | 57,90  | 58,07  | 57,98      | NQ     | 2:53,95 |        |
| 26.     | 24 | Japonia           | Hiroshi Suzuki Hisashi Miyazaki     | 57,91  | 58,21  | 58,02      | NQ     | 2:54,14 |        |
| 27.     | 28 | Jamajka           | Winston Watts Marvin Dixon          | 58,42  | 58,81  | 58,17      | NQ     | 2:55,40 |        |
| 28 !    | 29 | Serbia            | Vuk Rađenović Aleksandar Bundalo    | 58,31  | 58,56  | DNS        | NQ     | DNF     | DNF    |
| DSQ     | 3  | Rosja             | Aleksandr Zubkow Aleksiej Wojewoda  | 56,25  | 56,57  | 56,08 (TR) | 56,49  | 3:45,39 | –      |
| DSQ     | 13 | Rosja             | Aleksandr Kasjanow Maksim Bieługin  | 56,69  | 56,60  | 56,44      | 56,57  | 3:46,30 | +0,25  |